# Lee Andonaire
Lee Andonaire Delfín (Chocope, provincia de Ascope, La Libertad, 5 de octubre de 1980) es un exfutbolista peruano. Jugaba de defensa central.

## Trayectoria
Alterna en 2005 con el César Vallejo descendiendo a la Segunda División Peruana.
En 2007 vuelve al poeta, campeona y consigue el boleto con Cesar Vallejo a la Primera División del Perú

## Clubes
| Club                      | País | Año         |
| ------------------------- | ---- | ----------- |
| Alfonso Ugarte de Chiclín | Perú | 1998-1999   |
| Carlos A. Mannucci        | Perú | 2000        |
| UTC                       | Perú | 2001        |
| Universidad César Vallejo | Perú | 2002-2005   |
| Alianza Atlético          | Perú | 2006        |
| Universidad César Vallejo | Perú | 2007-2011   |
| Unión Comercio            | Perú | 2012        |
| Universidad César Vallejo | Perú | 2013        |
| Unión Comercio            | Perú | 2014        |
| Sport Huancayo            | Perú | 2015        |
| Sport Loreto              | Perú | 2016 - 2017 |

## Palmarés
| Título                    | Club                      | País | Año  |
| ------------------------- | ------------------------- | ---- | ---- |
| Copa Perú                 | Universidad César Vallejo | Perú | 2003 |
| Segunda División del Perú | Universidad César Vallejo | Perú | 2007 |